# بونتي سان بيترو
بونتي سان بيترو (بالإيطالية: Ponte San Pietro)‏ هي بلدية إيطالية، تقع في مقاطعة بيرغامو، بلغ عدد سكانها 11,551 نسمة وذلك حسب إحصائيات سنة 2017، وتبلغ مساحتها 4.59 كيلومتر مربع، ورمزها البريدي 24036.

## الموقع
تشترك في الحدود مع:
- Brembate di Sopra [الإنجليزية]‏
  - Mapello [الإنجليزية]‏
  - Presezzo [الإنجليزية]‏
  - Curno [الإنجليزية]‏
  - Valbrembo [الإنجليزية]‏
  - Bonate Sopra [الإنجليزية]‏
  - موززو.